# 上海音乐学院附属安师实验中学
上海音乐学院附属安师实验中学簡稱上音实验附中，是位於中國上海市普陀區的一所完全中學。

## 歷史
1922年，江苏省立第二师范学校在黄渡镇吴淞江南建立黃渡鄉村分校。1927年，學校改名上海中学乡村师范部。1932年6月改称江苏省立黄渡乡村师范学校。1937年中國抗日戰爭全面爆發，校舍被炸，學校搬遷至無錫、鎮江後解散，於是暫時停办。
1945年，學校在安亭镇复校。1949年9月，學校与震川初级中学合并，並且分设师范部、初中部。1950年，青浦、松江、嘉定三县简易师范学校和青浦县职业中学并入學校，同年秋季，學校更名為苏南安亭师范学校。1953年，學校又改称江苏省安亭师范学校。1958年，由於嘉定县划归上海管轄，學校改称上海市安亭师范学校。1966年，学校停止招生。1971年，學校与上海市第六师范学校在位於外冈的上海市社会主义学院院址合办上海郊区师资培训班，1972年恢復上海市安亭师范学校舊稱。1996年秋季起，學校停招师范生。1998年秋，學校改稱华东师范大学安亭实验中学，而且改制成民办寄宿制完全中学。2000年底，华东师范大学安亭实验中学改属普陀区教育局，2001年起停招初中生。同年10月，更名为上海市安师高级中学。
2003年7月，普陀区与上海音乐学院合作辦學，學校恢復完全中學規模，學校再次更名为上海音乐学院附属安师实验中学。之後學校開設了音乐生特长班。學校也從嘉定區安亭鎮新源路1号搬遷到武宁路48号。2020年，上海音乐学院附属安师实验中学被評為上海市特色普通高中。